# Mode futuriste
La mode futuriste, parfois appelée « Space Age Fashion », est une tendance mineure et éphémère apparue au début des années 1960. Elle s’inscrit de façon transversale dans le mouvement plus large de l'Âge atomique, dans la révolution du prêt-à-porter et des nouvelles matières apparaissant dans la confection, ainsi que dans la volonté d'émancipation d'une nouvelle génération issue du baby-boom, refusant les codes vestimentaires de ses ainés. Alors que Youri Gagarine et Valentina Terechkova réalisent les premiers vols spatiaux habités dès 1961, cette tendance s'inspire presque caricaturalement de cette conquête spatiale. André Courrèges et Pierre Cardin restent les deux symboles de cette époque, leurs créations ayant marqué l'histoire de la mode.

## Préambule
Au début des années 1960, la conquête spatiale est dans toutes les têtes, influençant style, design ou mode. Bien qu'hérité de la guerre froide, l'usage de technologies pour des ambitions pacifistes créé une ambiance d'optimisme. La révolution du prêt-à-porter est inexorable, mais la mode dans les pays occidentaux reste alors assez sage, héritage de la rigueur des années précédentes. Plusieurs créateurs parisiens vont imposer un changement profond de style.

## Historique
Pierre Cardin rencontre déjà le succès avec ses créations masculines. Mais avec toute une nouvelle génération de créateurs, il est en train de chambouler la mode féminine et parisienne. Tous, au delà d'une haute couture vieillissante et couteuse, développent tous azimuts le prêt-à-porter loin des codes vestimentaires habituels. Dès 1962, la marque Pierre Cardin est vendue dans de multiples endroits du monde : renommé, abordable, le nom de « Cardin » s'impose dans le paysage. Rapidement inspiré, il cherche à fusionner la science et la mode, créé des vêtements unisexes et mélange pièces classiques avec éléments futuristes,.
Mais il faut attendre jusqu'au milieu de la décennie pour voir un changement fondamental dans la mode avec la collection « The moon girl » qui bouscule les règles. Les créations avant-gardistes et « spectaculaires » de Courrèges font « l'effet d'une bombe » : minijupe à mi-cuisse, bottes plates, combinaisons, utilisation du PVC, de l'argenté, des couleurs mais avec le blanc comme dominante, parfois des rayures, vêtements structurés, manteaux croisés, des châpeaux-casques, elle figure une tendance plus moderne de la mode, sans référence au passé. « Nouvelles proportions. […] Mode d'un monde nouveau » sert d'annonce à la présentation de la collection. Les magazines disent qu'« il a retiré dix ans aux femmes » et le Vogue se demande alors : « peut-on sortir dans la rue habillée d'un vêtement conçu pour l'an 2000 ? »,,,,,. 
André Courrèges semble alors ouvrir la porte à d'autres : à la même époque, Paco Rabanne, designer industriel de formation, refusant l'usage de textiles traditionnels, se démarque et présente sa première collection iconoclaste destinée à de « jeunes amazones de l'espace ». Elle est composée de « douze robes importables en matériaux contemporains » comme le plastique, le vinyle, le Rhodoïd, le papier, l'aluminium ou le métal (en). Les années suivantes, il expérimente toutes sortes de matières comme le jersey d'aluminium, la fibre de verre, le cuir fluorescent, des matériaux recyclés, la fourrure synthétique et même en 1967 des robes en papier,,,,,,. Emmanuel Ungaro présente des modèles fonctionnels au lignes futuristes pour un usage quotidien, allant jusqu'à refuser la création de vêtement du soir.
Par la suite, Pierre Cardin inspiré par Edward White présente « Cosmocorps », la collection homme/femme printemps-été. Elle est remplie de lignes futuristes, colorées et fonctionnelles, avec ses robes chasubles à ceinture, tuniques masculines, vestes à fermeture Éclair ou col Mao, bombe. Rapidement surnommée « Space Age », c'est sa première collection en haute couture, domaine qu'il refusait jusqu'à maintenant. Trop précurseur, celle collection marque l'histoire mais se voit alors peu diffusée. Il va jusqu'à inventer un tissu pratique issu de son nom, la « cardine ». Quelques années plus tard, il crée même les costumes pour la série Chapeau melon et bottes de cuir ou encore des scaphandres pour la NASA en haute couture,,. Plus que jamais ces années là, la notoriété apportée par la haute couture permet de décliner les modèles en prêt-à-porter à moindre coût. Les modèles influencent la rue et s'y répandent, vendus par les boutiques. L'avènement de nombre de tissus synthétiques et pratiques, fabriqués à base d'hydrocarbures et non plus de fibres naturelles, aident à développer cette tendance de mode souvent considérée de fait comme « factice ». Ces mêmes matières permettront à une mode sportswear de s’étendre. La silhouette d'alors est longiligne, plate et parfois androgyne : la taille n'est plus marquée, les jupes — qui raccourcissent sensiblement — ne sont plus serrées et se portent sans jupon, la poitrine n'est plus mise en avant,.
Même si la capitale de la mode est alors à Londres, cette tendance parisienne influence partiellement quelques stylistes anglo-saxons mais également les photographes, tel Richard Avedon. La styliste britannique Mary Quant, en plein dans les Swinging Sixties, commercialise des imperméables en PVC, Betsey Johnson des robes en plastique ou John Bates (en). Mais globalement les Italiens ou les Anglais n'ont que faire de cette mode futuriste, reprenant seulement quelques éléments clef,. En parallèle, certains couturiers reconnus refusent catégoriquement cette mode, à l'image de Chanel, Balenciaga qui finit par fermer sa maison en 1968 ou Yves Saint Laurent au sommet de sa gloire avec une mode plus élégante et non pas moins révolutionnaire pour l'époque, tel Le smoking ou le pantalon,,. À l'entrée des années 1970, alors que Neil Armstrong vient de marcher sur la Lune, la mode futuriste a pratiquement disparu, mais laisse en héritage des formes et des matières.